# Lina Olsson Rosenberg
Lina Olsson Rosenberg, född 27 december 1971 i Norrköping, är en svensk-norsk före detta handbollsspelare, som är vänsterhänt och i anfall spelade som högernia. Hon är sedan 1991 bosatt i Norge och bytte till norskt medborgarskap och Norges landslag inför EM 2002 i Danmark.

## Klubbkarriär
Lina Olsson började sin karriär i Norrköping HF och Norrköping HK, men värvades till RP IF i Linköping 1986. Där debuterade hon i elitserien och spelade i svenska junior och U-landslagen. 1991 spelade hon U20-VM i Frankrike. I RP debuterade hon i svenska landslaget 1990 och värvades säsongen 1991-1992 till Larvik HK i Norge. Hon spelade resten av sin karriär för den klubben. 2004 slutade hon med handbollen efter en axelskada. Två gånger blev hon utsedd till årets bästa elitseriespelare i Norge, 1996 och 1997. Med Larvik nådde hon EHF-cupens final 1996 och Cupvinnarcupens semifinal 1997. Hon tog också ett flertal norska mästerskapstitlar med klubben. I Sverige blev hon utsedd till årets handbollsspelare i Sverige säsongen 1996/1967.

## Landslagskarriär Sverige
Lina Olsson debuterade 18 år gammal i svenska landslaget, i februari 1990 i Odense mot Danmark och blev ordinarie året efter. Hon spelade vid VM 1993 i Norge, EM 1994 i Tyskland, VM 1995 i Österrike och EM 1996 i Danmark med svenska landslaget. Sen blev det inte så många fler landskamper. Totalt spelade hon 145 landskamper och gjorde 531 mål i svenska landslaget. Sista landskampen gjorde hon 1999. Den svenska landslagsledningen tog ut henne till landslaget 2001, men Lina avböjde då att vara med.

## Landslagskarriär Norge
Inför EM 2002 bytte Lina Olsson Rosenberg nationalitet och blev norsk medborgare och valde att spela för Norge i mästerskapet. Motivet var att hon bott i Norge sen hon var nitton år (egentligen 20) och att hon sa att det var lättare att vinna titlar med Norge. Vid EM 2002 tog sig Norge till EM-final mot Danmark men förlorade denna. Lina Olsson Rosenberg blev uttagen till All star team som bästa högernia i turneringen. Landslagskarriären för Norge blev inte så lång. Hon spelade 24 landskamper och gjorde 92 mål för det norska landslaget.
Efter karriären är hon fortsatt bosatt i Norge. Sedan 1999 då hon gifte sig med Ola, heter hon Rosenberg i efternamn. Hon är sjukgymnast till yrket och har två barn.

## Klubbar
- Norrköping HF (moderklubb)
- Norrköping HK
- RP IF (1986–1991)
- Larvik HK (1991–2004)